# Lista dos museus de arte mais visitados do mundo

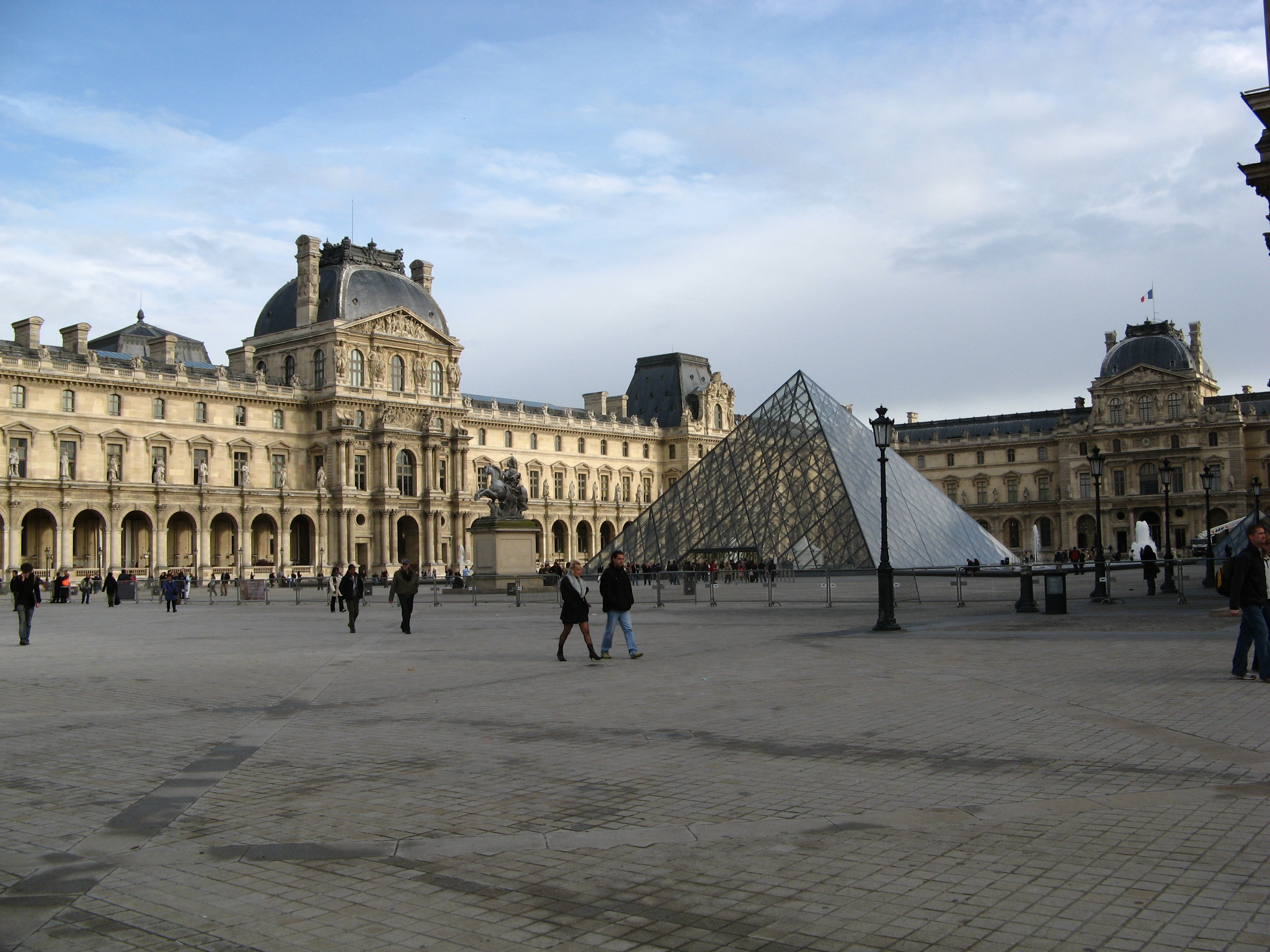
O Museu do Louvre, em Paris, um dos maiores do mundo e o mais visitado museu de arte.

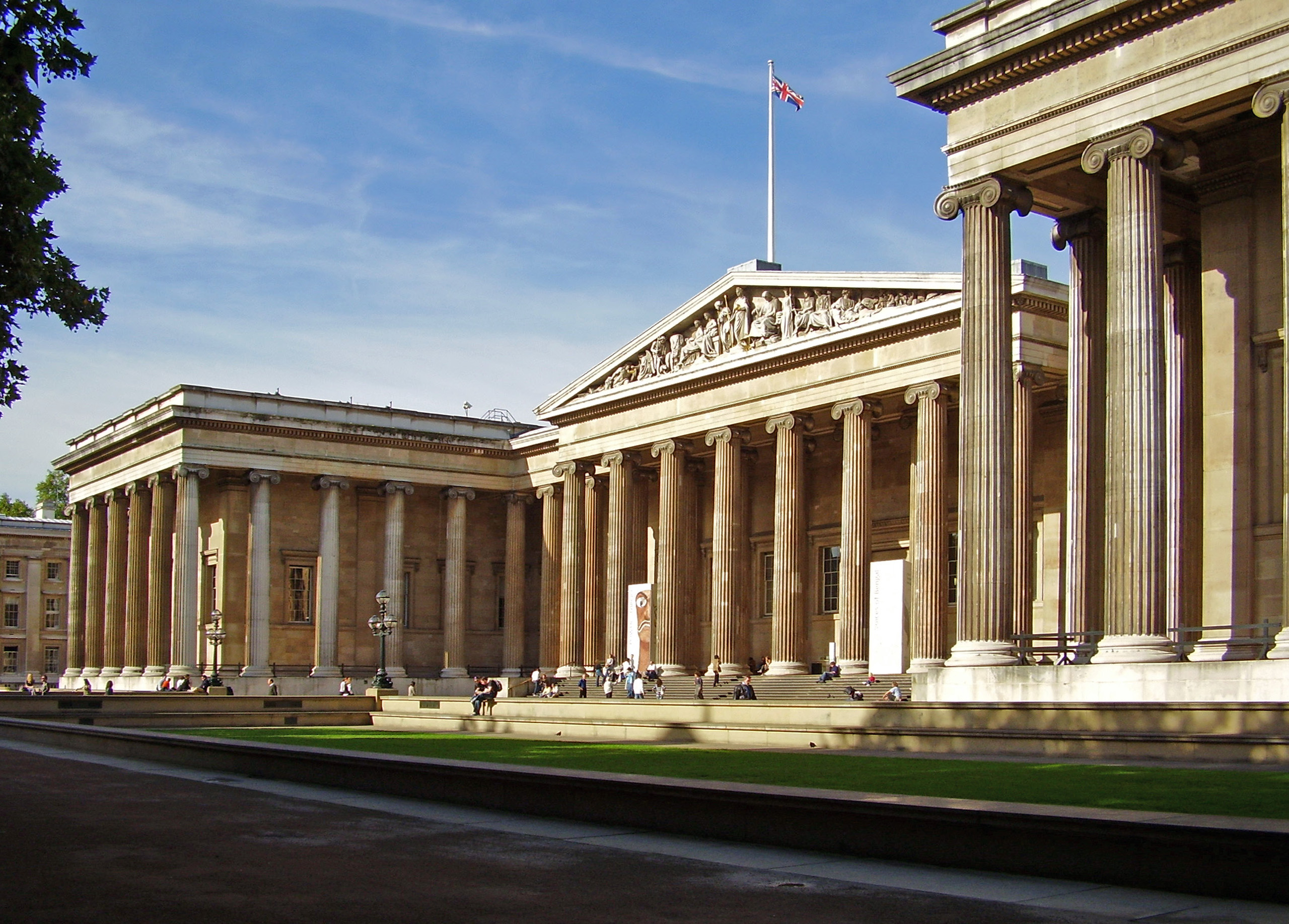
o Museu Britânico, em Londres, o mais visitado do Reino Unido

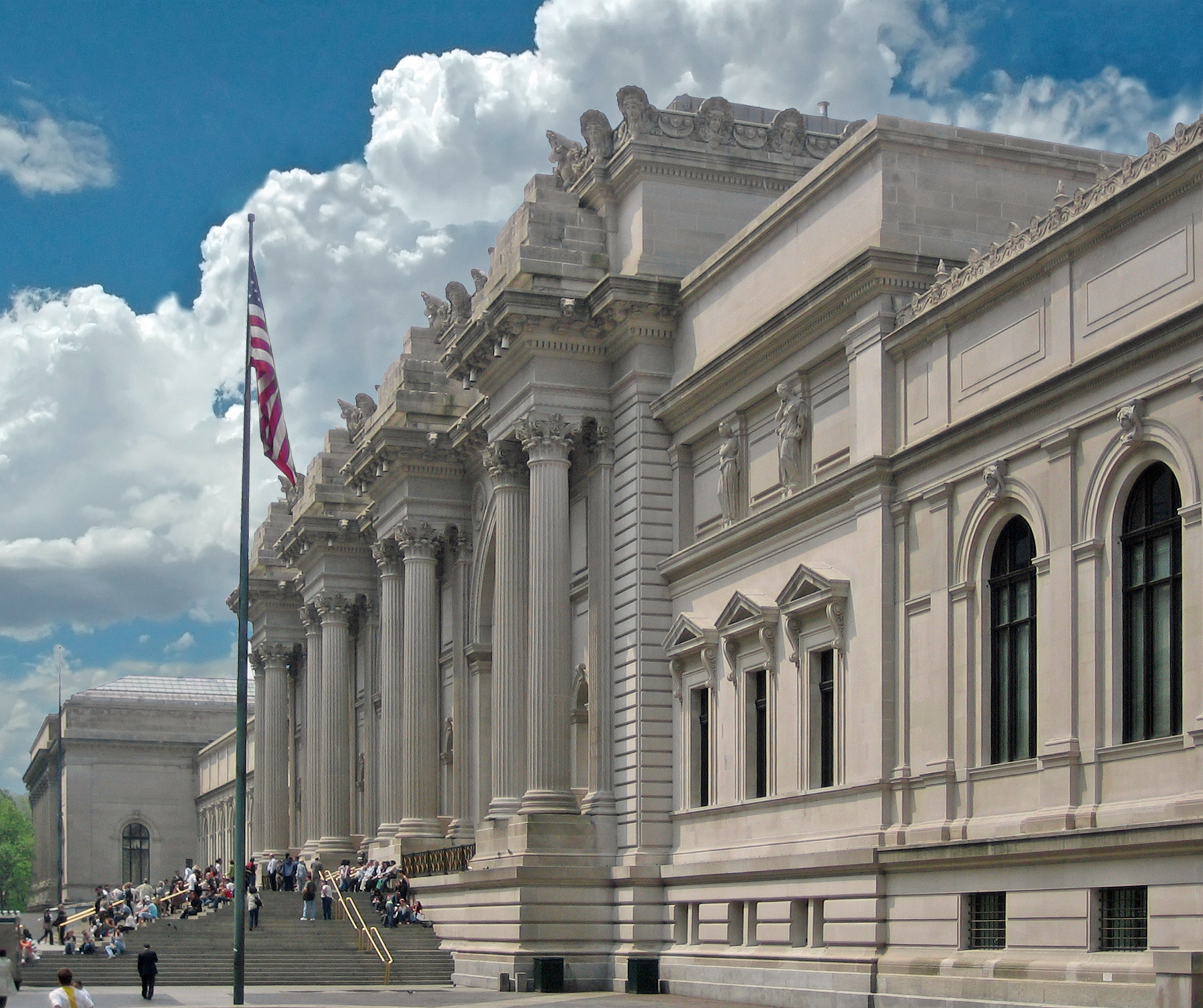
O Metropolitan, em Nova Iorque, o mais visitado dos EUA.

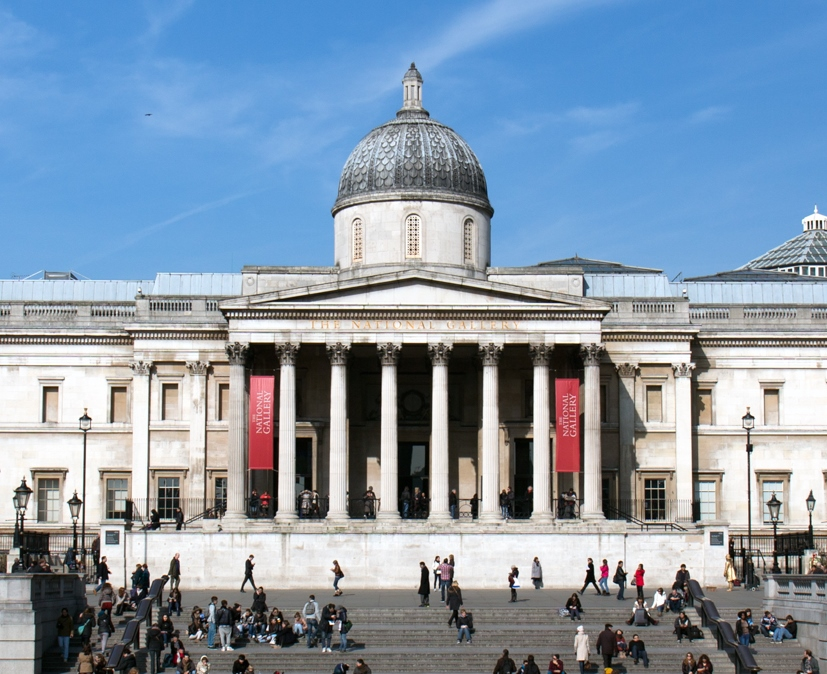
A Galeria Nacional, Londres.

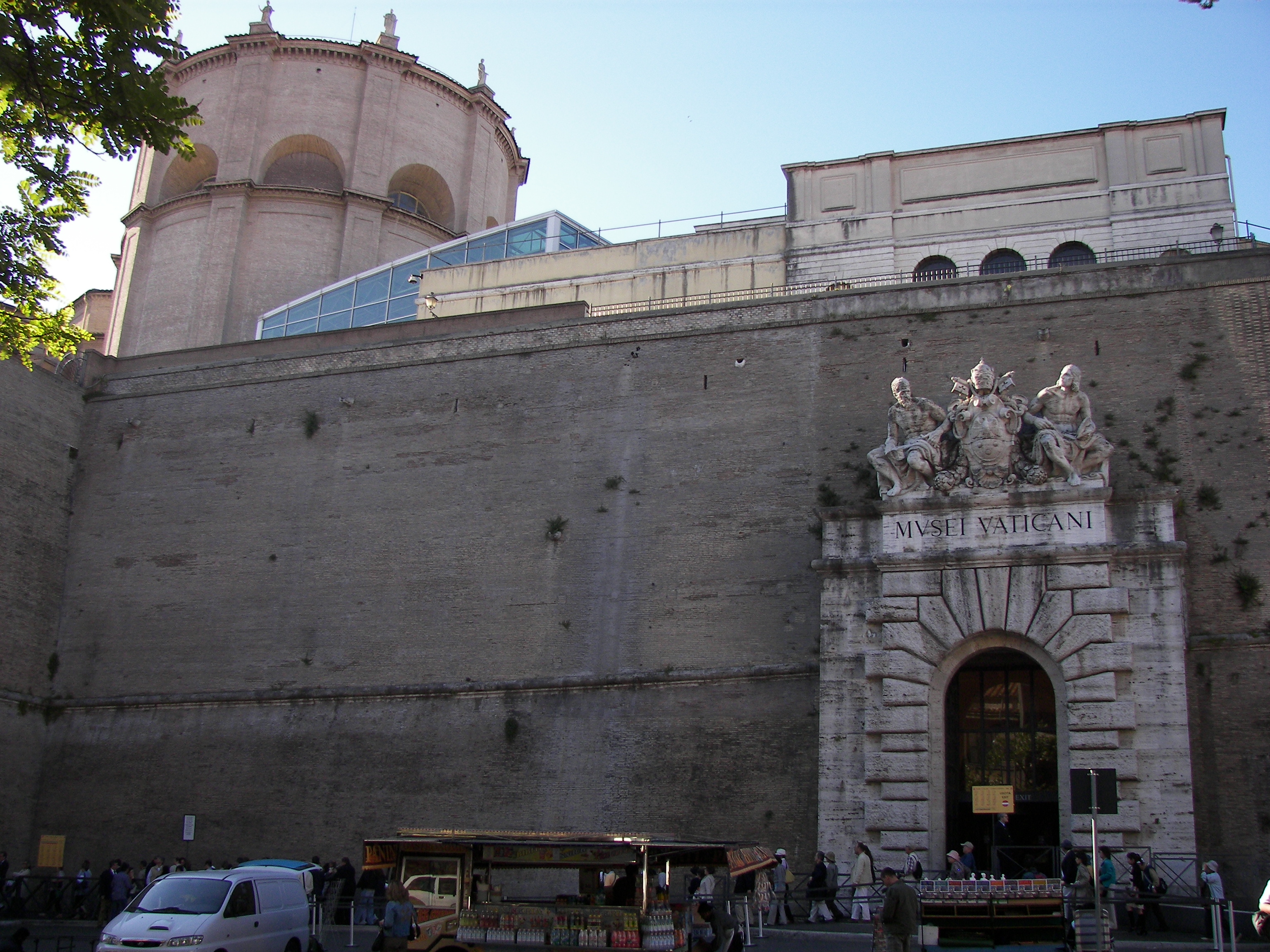
Os Museus Vaticanos reúnem um dos maiores acervos de arte sacra.

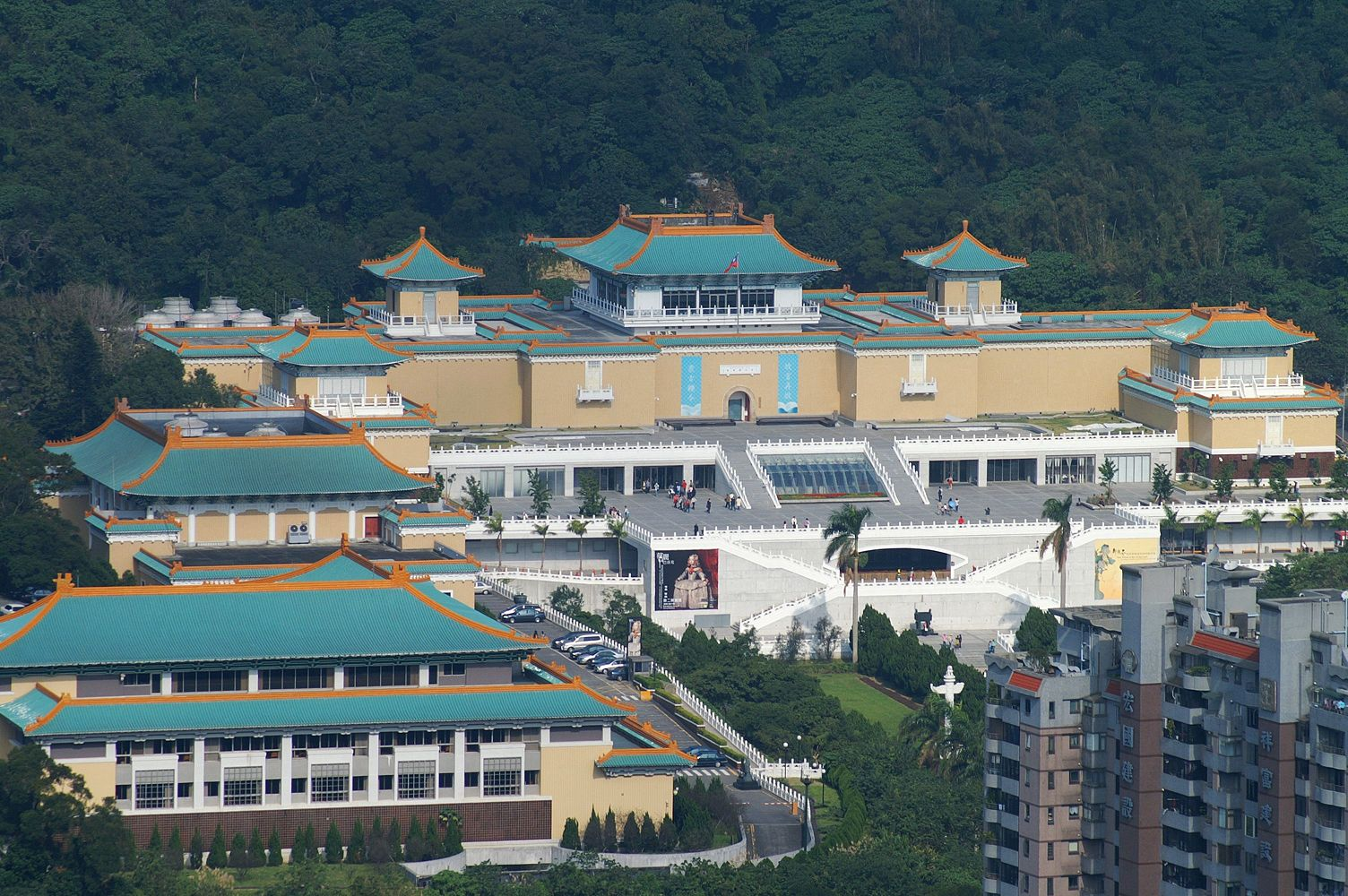
Museu do Palácio Nacional, Taipei.

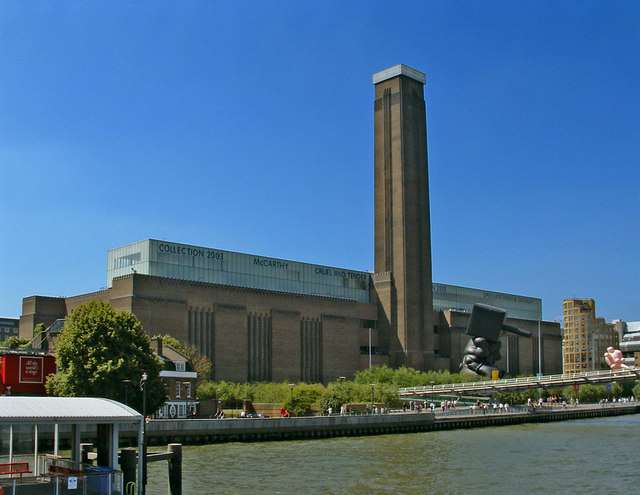
O Tate Modern, Londres.

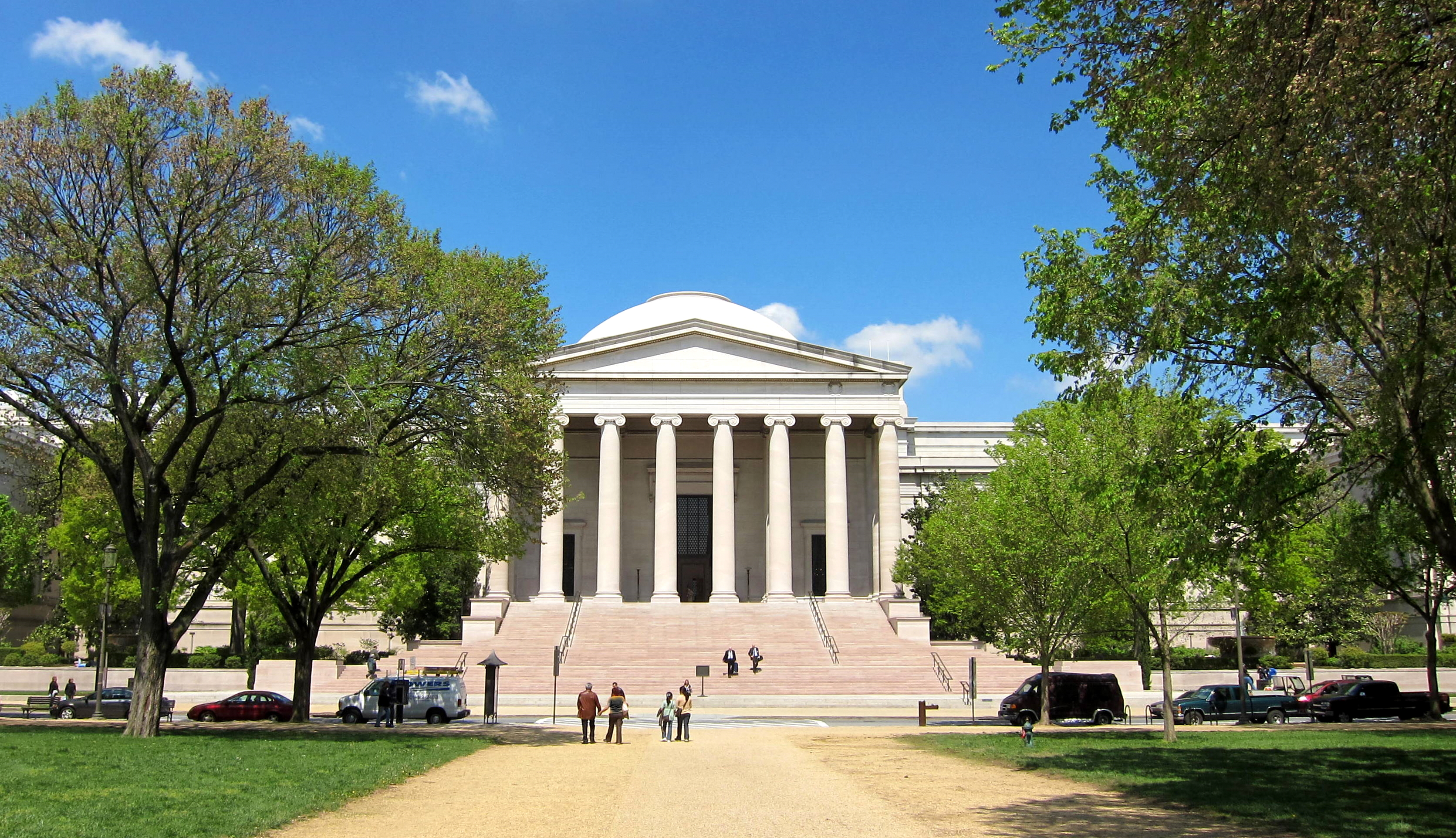
A Galeria Nacional de Arte, em Washington.

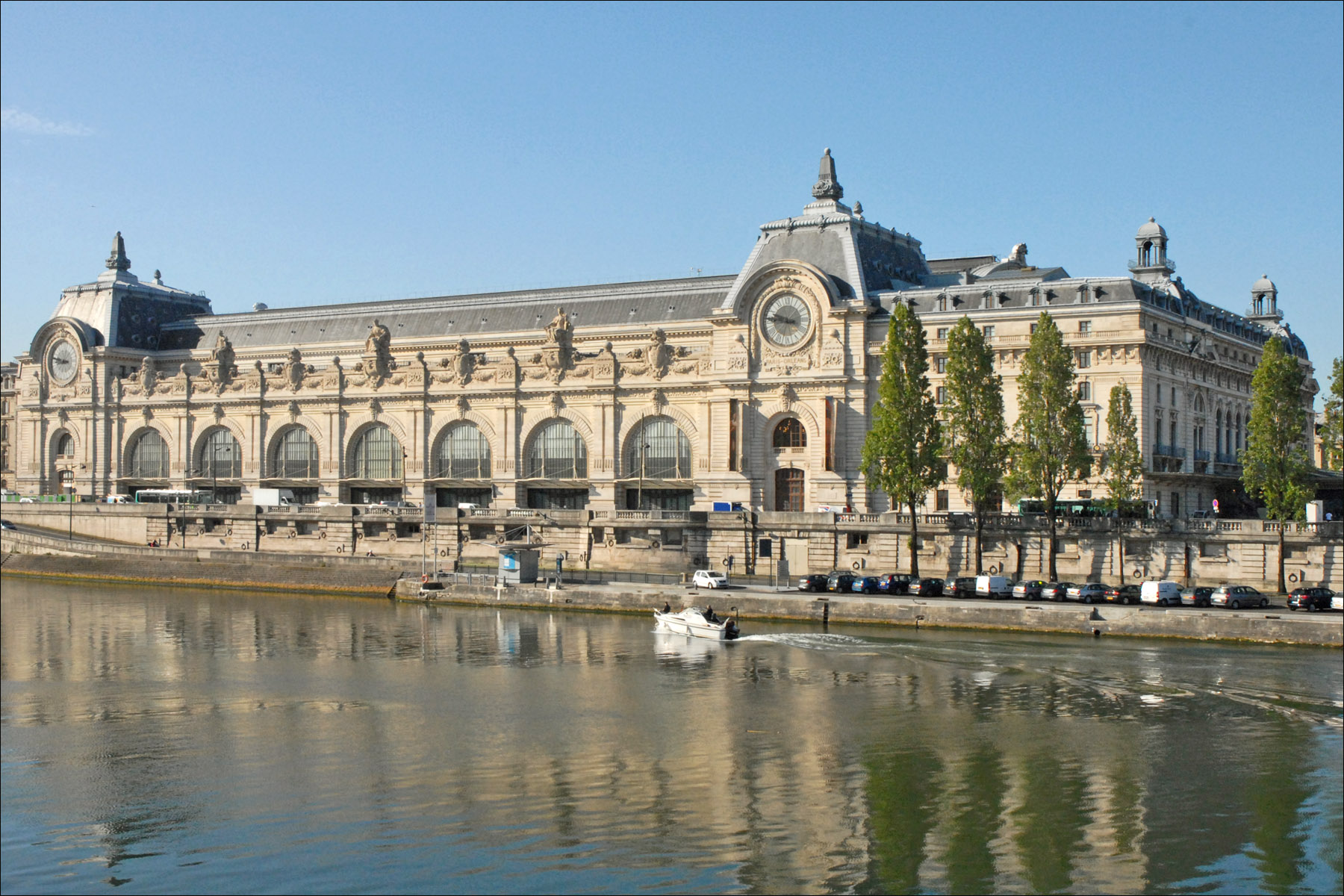
O Musée d'Orsay, Paris.

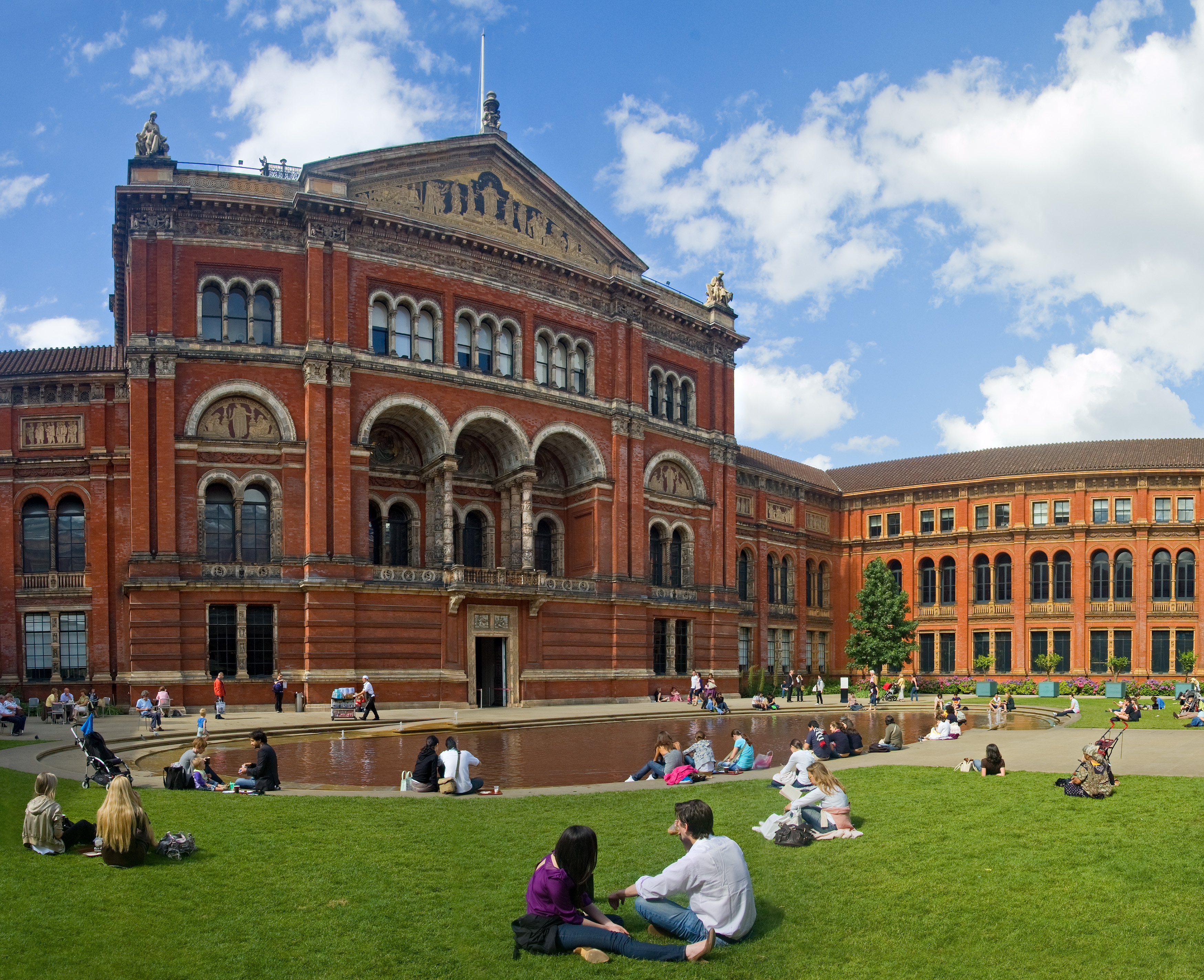
Museu Victoria e Albert, Londres.

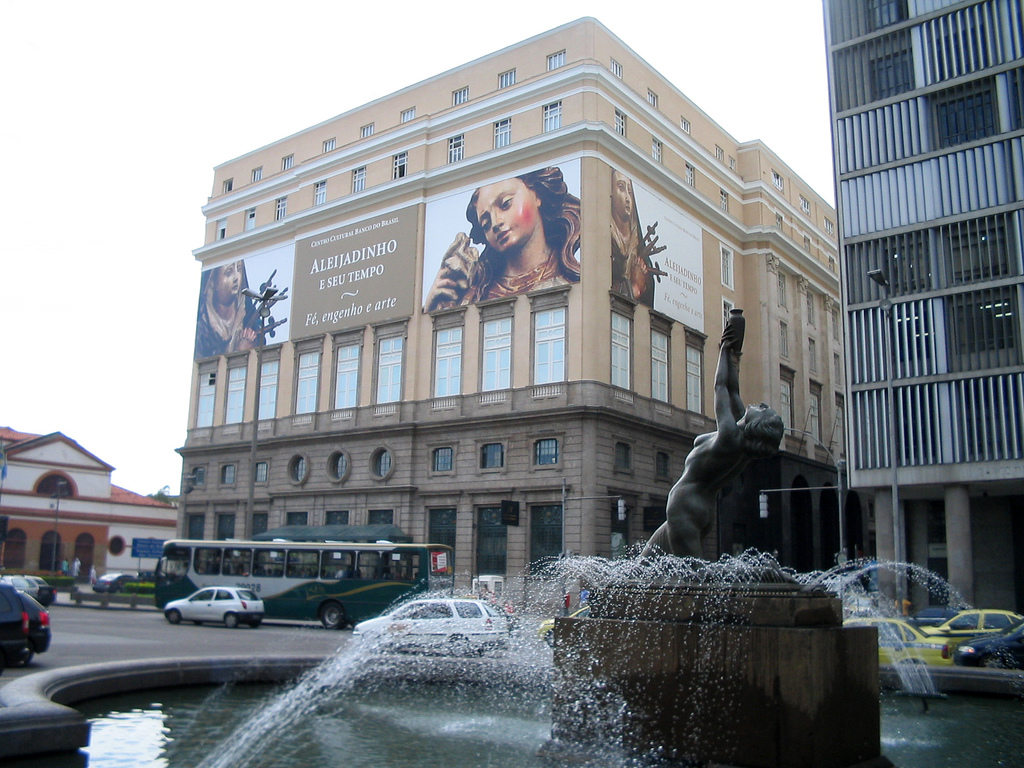
O CCBB do Rio de Janeiro.

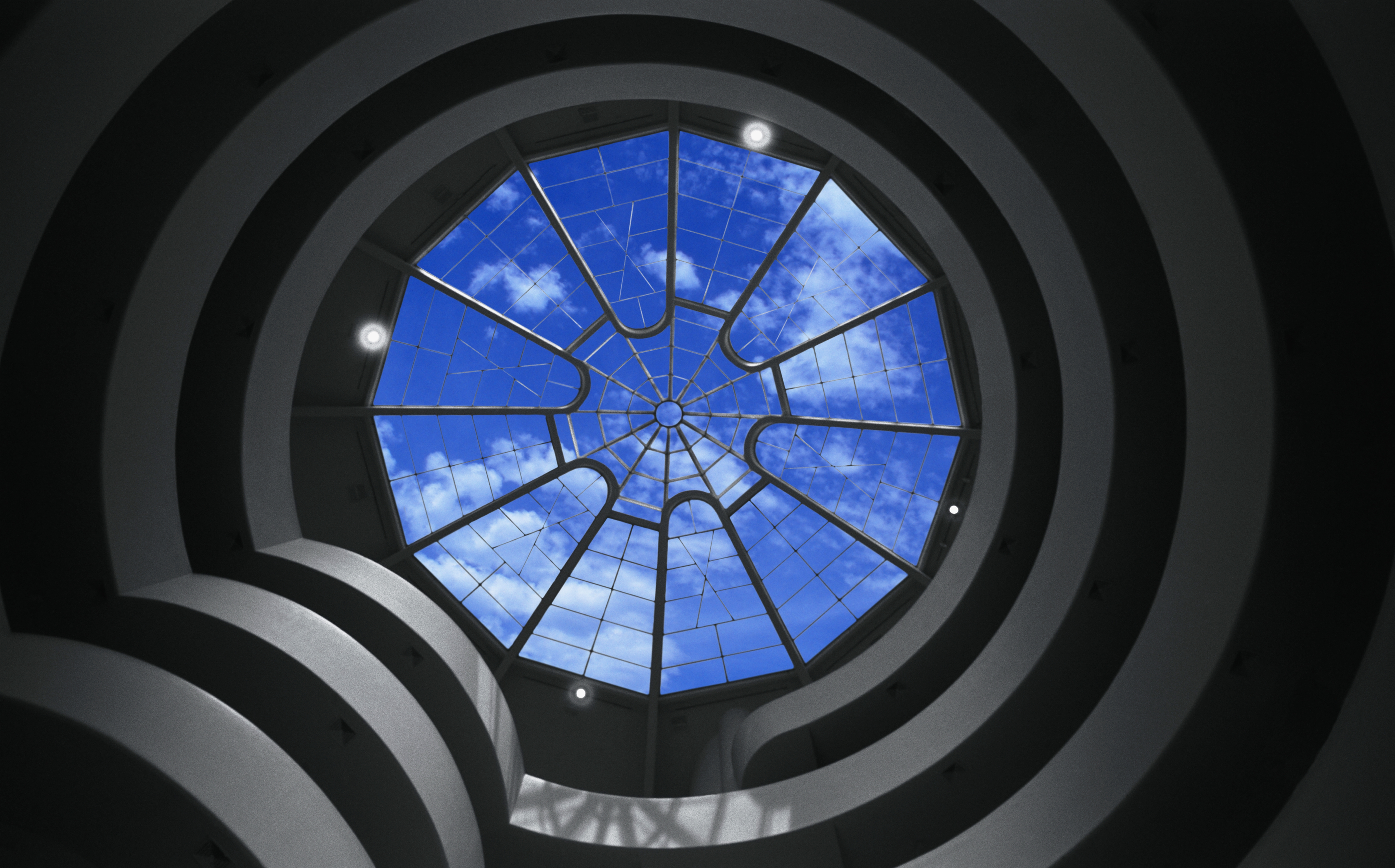
O Museu Guggenheim, Nova Iorque

Esta é uma lista dos museus de arte mais visitado do mundo. Baseada em pesquisa da The Art Newspaper publicada em abril de 2014, listam-se, nela, 100 museus. O país com maior número total de visitantes é o Reino Unido; o com o maior número diferente de museus na lista são os Estados Unidos.
Nenhum museu do continente Africano aparece na lista. Vários importantes museus de arte, tais como o Museu do Palácio, em Pequim, que anualmente atrai 12 milhões de visitantes, não foram incluídos. Isso porque a lista registra apenas museus com alguma forma ou expressão de arte em exibição ao público, o que acaba por ignorar museus de História Natural ou de História Nacional, por exemplo.
O três museus brasileiros que aparecem na lista são os Centros Culturais do Banco do Brasil nas cidades do Rio de Janeiro, Brasília e São Paulo (posições 21, 33 e 69, respectivamente). Isso se deve à exposição "Mestres do Renascimento", ocorrida nesses centros ao longo de 2013, e que atraiu milhares de espectadores.
| Posição | Museu                                                    | Cidade           | País          | Vistantes (anuais) |
| ------- | -------------------------------------------------------- | ---------------- | ------------- | ------------------ |
| 1       | Louvre                                                   | Paris            | França        | 9.334.435          |
| 2       | British Museum                                           | Londres          | Reino Unido   | 6.701.036          |
| 3       | Metropolitan Museum of Art                               | Nova Iorque      | EUA           | 6.226.727          |
| 4       | National Gallery                                         | Londres          | Reino Unido   | 6.031.574          |
| 5       | Museus Vaticanos                                         | Vaticano         | Vaticano      | 5.978.804          |
| 6       | Tate Modern                                              | Londres          | Reino Unido   | 4.884.939          |
| 7       | Museu do Palácio Nacional                                | Taipei           | Taiwan        | 4.500.278          |
| 8       | National Gallery of Art                                  | Washington, D.C. | EUA           | 4.093.070          |
| 9       | Musée National d'Art Moderne / Centre Pompidou           | Paris            | França        | 3.745.000          |
| 10      | Musée d'Orsay                                            | Paris            | França        | 3.500.000          |
| 11      | Victoria and Albert Museum                               | Londres          | Reino Unido   | 3.290.500          |
| 12      | Reina Sofía                                              | Madrid           | Espanha       | 3.185.413          |
| 13      | Museum of Modern Art                                     | Nova Iorque      | EUA           | 3.066.337          |
| 14      | Museu Nacional da Coreia                                 | Seul             | Coreia do Sul | 3.052.823          |
| 15      | Hermitage                                                | São Petersburgo  | Rússia        | 2.898.562          |
| 16      | Museu do Folclore Nacional da Coreia                     | Seul             | Coreia do Sul | 2.705.814          |
| 17      | Somerset House                                           | Londres          | Reino Unido   | 2.398.066          |
| 18      | Museo del Prado                                          | Madrid           | Espanha       | 2.306.966          |
| 19      | Rijksmuseum                                              | Amsterdã         | Holanda       | 2.220.000          |
| 20      | Centro Nacional de Arte                                  | Tóquio           | Japão         | 2.039.947          |
| 21      | CCBB Rio de Janeiro                                      | Rio de Janeiro   | Brasil        | 2.034.397          |
| 22      | National Portrait Gallery                                | Londres          | Reino Unido   | 2.014.636          |
| 23      | Museu de Xangai                                          | Xangai           | China         | 1.946.420          |
| 24      | National Gallery of Victoria[i]                          | Melbourne        | Austrália     | 1.940.921          |
| 25      | Galleria degli Uffizi                                    | Florença         | Itália        | 1.870.708          |
| 26      | Museu das Civilizações Europeias e Mediterrâneas - MuCEM | Marselha         | França        | 1.824.000          |
| 27      | Royal Museum of Scotland                                 | Edimburgo        | Reino Unido   | 1.768.090          |
| 28      | Kremlin de Moscou                                        | Moscou           | Rússia        | 1.758.460          |
| 29      | J. Paul Getty Museum                                     | Los Angeles      | EUA           | 1.728.815          |
| 30      | Museu de Belas Artes de San Francisco - FAMSF            | San Francisco    | EUA           | 1.690.078          |
| 31      | Art Institute of Chicago                                 | Chicago          | EUA           | 1.539.716          |
| 32      | Saatchi Gallery                                          | Londres          | Reino Unido   | 1.505.608          |
| 33      | CCBB Brasília                                            | Brasília         | Brasil        | 1.468.818          |
| 34      | National Galleries                                       | Edimburgo        | Reino Unido   | 1.460.324          |
| 35      | Van Gogh Museum                                          | Amsterdã         | Holanda       | 1.448.997          |
| 36      | Grand Palais                                             | Paris            | França        | 1.422.013          |
| 37      | Museu Nacional de Tóquio                                 | Tóquio           | Japão         | 1.403.909          |
| 38      | Tate Britain                                             | Londres          | Reino Unido   | 1.378.272          |
| 39      | Galeria Tretyakov                                        | Moscou           | Rússia        | 1.360.000          |
| 40      | Teatro-Museu Dalí                                        | Figueres         | Espanha       | 1.333.430          |
| 41      | Musée du quai Branly                                     | Paris            | França        | 1.307.326          |
| 42      | Palazzo Ducale                                           | Veneza           | Itália        | 1.307.230          |
| 43      | Museu Nacional Gyeongju                                  | Gyeongju         | Coreia do Sul | 1.276.165          |
| 44      | Australian Centre for the Moving Image                   | Melbourne        | Austrália     | 1.260.577          |
| 45      | Pergamonmuseum                                           | Berlim           | Alemanha      | 1.260.000          |
| 46      | Galleria dell'Accademia                                  | Florença         | Italy         | 1.257.241          |
| 47      | Queensland Art Gallery/Queensland Gallery of Modern Art  | Brisbane         | Austrália     | 1.224.964          |
| 48      | Museu de Arte Mori                                       | Tóquio           | Japão         | 1.223.198          |
| 49      | Museu de Arte do Condado de Los Angeles - LACMA          | Los Angeles      | EUA           | 1.202.654          |
| 50      | Smithsonian American Art Museum                          | Washington, D.C. | EUA           | 1.200.000          |
| 51      | Guggenheim Museum                                        | Nova Iorque      | EUA           | 1.199.123          |
| 52      | Institut Valencià d'Art Modern                           | Valencia         | Espanha       | 1.163.419          |
| 53      | Art Gallery of New South Wales                           | Sydney           | Austrália     | 1.162.792          |
| 54      | Museu Nacional de Arte Ocidental                         | Tóquio           | Japão         | 1.155.975          |
| 55      | Museum of Fine Arts                                      | Boston           | EUA           | 1.134.289          |
| 56      | Museo Soumaya                                            | Cidade do México | México        | 1.095.000          |
| 57      | Museu da Acrópole                                        | Atenas           | Grécia        | 1.091.143          |
| 58      | National Portrait Gallery                                | Washington, D.C. | EUA           | 1.083.815          |
| 59      | Museu de Arte Nacional da China                          | Pequim           | China         | 1.050.000          |
| 60      | Kelvingrove Art Gallery and Museum                       | Glasgow          | Reino Unido   | 1.044.067          |
| 61      | Royal Academy of Arts                                    | Londres          | Reino Unido   | 1.018.378          |
| 62      | Montreal Museum of Fine Arts                             | Montreal         | Canadá        | 1.015.022          |
| 63      | Museu de Israel                                          | Jerusalém        | Israel        | 966.502            |
| 64      | Belvedere                                                | Viena            | Áustria       | 957.802            |
| 65      | Royal Ontario Museum                                     | Toronto          | Canadá        | 956.498            |
| 66      | Serpentine Galleries                                     | Londres          | Reino Unido   | 945.161            |
| 67      | Museu Thyssen-Bornemisza                                 | Madrid           | Espanha       | 944.827            |
| 68      | Neues Museum                                             | Berlim           | Alemanha      | 940.000            |
| 69      | CCBB São Paulo                                           | São Paulo        | Brasil        | 931.639            |
| 70      | Guggenheim Museum                                        | Bilbao           | Espanha       | 931.015            |
| 71      | Museu Picasso                                            | Barcelona        | Espanha       | 911.342            |
| 72      | Musée de l'Orangerie                                     | Paris            | França        | 900.000            |
| 73      | MCA Australia                                            | Sydney           | Austrália     | 894.876            |
| 74      | CaixaForum Barcelona                                     | Barcelona        | Espanha       | 892.806            |
| 75      | Art Gallery of Ontario                                   | Toronto          | Canadá        | 852.904            |
| 76      | Museum of Fine Arts - MFAH                               | Houston          | EUA           | 850.395            |
| 77      | Melbourne Museum                                         | Melbourne        | Austrália     | 850.194            |
| 78      | Louvre-Lens                                              | Lens             | França        | 824.898            |
| 79      | Palazzo Reale                                            | Milão            | Itália        | 806.677            |
| 80      | CaixaForum Madrid                                        | Madrid           | Espanha       | 790.732            |
| 81      | Kunsthistorisches Museum                                 | Viena            | Áustria       | 778.853            |
| 82      | National Gallery of Australia                            | Camberra         | Austrália     | 770.243            |
| 83      | Ashmolean Museum                                         | Oxford           | Reino Unido   | 747.874            |
| 84      | Palais de Tokyo                                          | Paris            | França        | 723.259            |
| 85      | Musée d'Art Moderne de la Ville de Paris                 | Paris            | França        | 700.088            |
| 86      | Centro Ullens de Arte Contemporânea                      | Pequim           | China         | 700.000            |
| 87      | Stedelijk Museum                                         | Amsterdã         | Holanda       | 700.000            |
| 88      | Seattle Art Museum                                       | Seattle          | EUA           | 689.582            |
| 89      | Museus Reais de Belas Artes                              | Bruxelas         | Bélgica       | 662.389            |
| 90      | Biblioteca Huntington                                    | San Marino       | EUA           | 660.640            |
| 91      | Art Gallery of South Australia                           | Adelaide         | Austrália     | 660.358            |
| 92      | National Portrait Gallery                                | Camberra         | Austrália     | 652.759            |
| 93      | Hirshhorn Museum e Jardim das Esculturas                 | Washington, D.C. | EUA           | 645.343            |
| 94      | Museu d'Art Contemporani de Barcelona - MACBA            | Barcelona        | Espanha       | 643.274            |
| 95      | National Gallery of Ireland                              | Dublin           | Irlanda       | 641.572            |
| 96      | Philadelphia Museum of Art                               | Filadélfia       | EUA           | 639.810            |
| 97      | Museu Nacional d'Art de Catalunya                        | Barcelona        | Espanha       | 635.917            |
| 98      | Museu de Arte de Tel Aviv                                | Tel Aviv         | Israel        | 630.000            |
| 99      | İstanbul Modern                                          | Istanbul         | Turkey        | 627.800            |
| 100     | Freer Galery e Sackler Galleries                         | Washington, D.C. | EUA           | 613.090            |